# کارل راینکه
کارل راینِکه (به آلمانی: Carl Reinecke) (زاده ۲۳ ژوئن ۱۸۲۳ در هامبورگ - درگذشته ۱۰ مارس ۱۹۱۰ در لایپزیگ) آهنگساز آلمانی دوره رمانتیک است.

## زندگی
کارل نخستین درس‌های موسیقی خود را از پدرش که یک آموزگار موسیقی بود فرا گرفت، آهنگ‌های نخستین خود را در هفت سالگی ساخت و در دوازده سالگی به اجرای پیانو در تالار هائ گوناگون پرداخت. در ۱۸۴۳ با دریافت یک بورس تحصیلی از طرف پادشاه دانمارک امکان این را یافت که در هنرستان موسیقی (کنسرواتوار) نامیِ شهر لایپزیگ به فراگیری پیانو ادامه دهد. او در ۱۸۴۶ به سمت نوازنده پیانو دربار دانمارک برگزیده شد ولی یک سال بعد به دلیل دگرگونیهای سیاسی منجر به انقلاب ماه مه ۱۸۴۸ ناچار به بازگشت به لایپزیگ گردید در این دوران با روبرت شومان و فلیکس مندلسون دوست شد و از پشتیبانی آنها سود برد. در ۱۸۴۹ در شهر برمن به عنوان رهبر ارکستر و آهنگساز مشغول به کار شد و در آنجا با یوهانس برامس جوان آشنا گردید. در ۱۸۶۰ راینکه در شهر لایپزیگ به عنوان رهبر ارکستر و استاد هنرستان موسیقی شهر برگزیده شد. سال ۱۸۸۴ سمت استادی در دانشگاه شهر لایپزیگ را پذیرفت و تا پایان عمر به تربیت شاگردانی چون آیزاک آلبنیس، ماکس بروخ، ادوارد گریگ، لئوش یاناچک پرداخت.

## برخی از آثار
- ۳ سمفونی
- ۴ کنسرتو پیانو
- کنسرتو فلوت
- کنسرتو هارپ
- کنسرتو ویلنسل
- ۶ اپرا

و برخی آثار موسیقی مجلسی چون:
- سه نوازی (Trio) برای ابوا، هرن و پیانو
- سه نوازی برای کلارینت، آلتو و پیانو
- هشت نوازی Octuor و شش نوازی Sextuor برای سازهای بادی

## شنیدن آثار
- deezer
- youtube